# Metlika

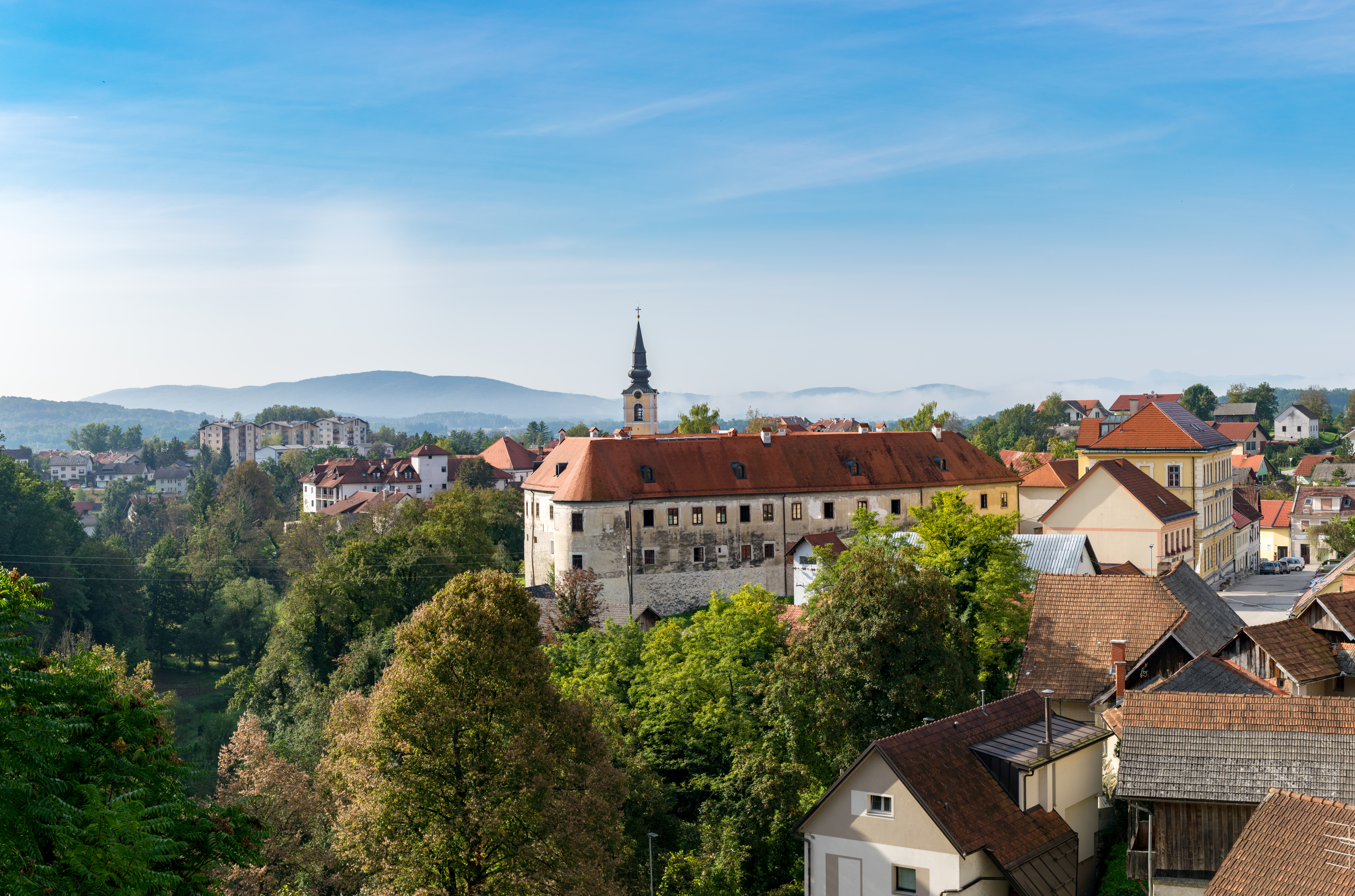
Metlika

Die Stadt Metlika (deutsch Möttling, vorher Merling) ist Hauptort und Verwaltungssitz der 60 Ortschaften umfassenden Gemeinde Metlika in der Bela krajina (Weißkrain) in Slowenien.

## Geschichte
Die Gegend war schon in der Urgeschichte bewohnt, was eine Vielzahl von Ausgrabungsfunden belegt, u. a. ein Urnenfeld aus der frühen Hallstattzeit, römische Gräber auf dem Berg Borstek, drei große Hallstatt-Grabhügel im Stadtgarten und eine La-Tène-Nekropole. Seit etwa 1205 gehörte Metlika (Möttling) zur Krain, die Stadtrechte erlangte es im Jahre 1335.
Damit wurde Metlika Mittelpunkt der Weißen Mark (auch Weißkrain bzw. Grafschaft Möttling genannt). Bis zur Gründung der Stadt Karlovac spielte es eine Schlüsselrolle gegen die Osmanen, die es in der Zeit von 1408 bis 1578 mehrmals angriffen. Ein für 1431 überlieferter Angriff ist jedoch eine Erfindung späterer Jahrhunderte.
Insbesondere in der Zeit zwischen 1529 und 1532 wurden die umliegenden Ortschaften verwüstet. Während dieser Zeit flüchteten viele Kroaten und Slowenen in das damals westungarische Burgenland.
Die nach der großen Feuersbrunst 1705 neu errichtete Altstadt ist bis heute erhalten. Es gibt kein Gebäude, das älter als 300 Jahre ist.
In Metlika trafen sich während der Reformation am 28. August 1559 protestantische Gelehrte, die der glagolitischen Schrift mächtig waren (Janž Tulščak, G. Vlahović, M. Zmajić, Štefan Stipanić, Sebastian Römer, Ivan Piček, Mihail Božić u. a.), um auf Wunsch von Primož Trubar die Qualität der von Š. Konzul angefertigte kroatische Übersetzung seiner Texte in glagolitischer Schrift zu überprüfen. Die Prüfer kamen zu einem positiven Ergebnis.
Um 1800 waren unter Napoléon Bonaparte über 200 französische Soldaten in Metlika stationiert, die von hier aus über das Uskokengebirge Richtung Agram (Zagreb) zogen. Einige der Soldaten heirateten einheimische Frauen und siedelten sich in der Gegend um Metlika an.

## Gegenwart
Seit mehreren Jahren wird das alte Stadtzentrum um den Freiheitsplatz (slow. Trg Svobode) und dem Platz der Partisanen (slow. Partizanski trg) erneuert, mit dem Ziel den Stadtkern wieder zu beleben. Früher gab es dort viele Einkaufsmöglichkeiten sowie eine Bank. Mittlerweile schließen immer mehr Geschäfte. Unter anderem soll die Anzahl von Parkplätzen verringert werden, um eine verkehrsberuhigte Zone zu schaffen. Eine Studie aus dem Jahre 2012 und ein Restaurierungsplan von. 2017 sollen dafür die Grundlage sein. Die Plätze dienen für Veranstaltungen wie beispielsweise dem größten Weinfest Sloweniens (Metliška Vigred), den traditionellen Dienstagsmärkten, der europäischen Woche der Mobilität, und der Osterveranstaltung in Trachten (Vuzem).
Im alten Stadtzentrum stehen mittlerweile viele Gebäude leer und verfallen, obwohl es möglich wäre sie zu restaurieren. Deren Eigentümer interessieren sich oft nicht dafür, verkaufen sie auch nicht oder lassen sie auch nicht abreißen. Dazu Zu diesen Gebäuden gehört auch das ehemalige Kaufhaus „Konzum“ am Freiheitsplatz. Für dessen Erneuerung ist allerdings ein Projekt vorbereitet. Interesse an einer Gebäudenutzung hat auch die örtliche Stadtbücherei gezeigt.
Die Stadtbibliothek (namentlich Volksbibliothek, Leitung Marta Strahinič) ist seit 160 Jahren (gegründet am 15. Oktober 1865) eine wichtige Institution in Metlika. Seit der Gründung verfolgt sie als wichtiges Ziel die Lesekultur zu fördern. Dazu steht auch eine Bibliotheksbus zur Verfügung, der fünf Orte in der Gemeinde anfährt (Suhor, Radovica, Drašiči, Krasinec und Gradac). Laut aktuellem Stand können mehr als 42500 Medien an über 1600 Mitglieder ausgeliehen werden. Im Jahre 2024 stiegen die Besuchszahlen um ca. 15 %. Leider stehen der Bibliothek am Standort Pungart nur beengte Räumlichkeiten zur Verfügung, die auch nicht behindertengerecht sind. Zumindest wurde das Gebäude thermisch saniert.
Die Gemeinde Metlika verleiht jedes Jahr die sog. Gangl-Plakette (benannt nach dem Schriftsteller Engelbert Gangl) als Anerkennung für Leistungen im Bereich der Kultur.

## Veranstaltungen und Sehenswürdigkeiten
- In den Sommermonaten finden an Wochenenden Freilichtveranstaltungen im Schlosshof statt (slow. „Pridi zvečer na grad“, dt. „Komm' heute Abend auf's Schloss“).
- Seit 40 Jahren gibt es ein Extempore für junge Künstler, was hinsichtlich des langen Zeitraumes ziemlich einzigartig in Slowenien ist.
- Die Pfarrkirche St. Nikolaus ist ein Barockbau von 1759 mit einer strengen Fassade und einem Hauptschiff mit Tonnengewölbe und Seitenkapellen. Ihre Ausstattung datiert aus dem 19. Jahrhundert, ist aber in barocker Tradition gehalten, wie sie der Hochaltar zeigt.
- Im Geburtshaus des Bildhauers Alojz Gangl (1859–1935) und des Schriftstellers und Dichters Engelbert Gangl (1873–1950) sind Dokumente zum Leben und Schaffen der Künstler zu besichtigen.
- Ehemalige Kommende des Deutschen Ritterordens.
- Vorführung des traditionellen Rundtanzes Kolo am Ostermontag.[7]
- Erneuertes "Fluß"-Freibad an der Kolpa (direkt am Grenzübergang zu Kroatien gelegen)
- Sehenswürdigkeiten in der Umgebung

## Regionalmuseum der Weißkrain
Die Burg von Metlika stammt im Kern aus dem Mittelalter, doch nach zwei Bränden im 18. Jahrhundert geht ihr Aussehen im Wesentlichen auf die darauffolgenden Epochen zurück. Heute beherbergt die Burg das Regionalmuseum der Bela krajina mit einer archäologischen, kulturgeschichtlichen, ethnographischen und historischen Sammlung (slow. Belokranjski muzej Metlika), die bis zur Mitte des 20. Jahrhunderts reicht, sowie einer Galerie mit Werken von Künstlern aus der Gegend.
Außerdem befindet sich im Schloss das Feuerwehrmuseum, welches daran erinnert, dass in Metlika 1869 vom damaligen Burgherren Josip Savinšek mit 27 Männern die erste Freiwillige Feuerwehr Sloweniens gegründet wurde. Eine Gedenkstätte vor dem Schloss erinnert daran. Zur Jahrhundertfeier dieses wichtigen Ereignisses im Jahre 1969 eröffnete man in dem Erdgeschoss des Schlosses Metlika das slowenische Feuerwehr-Museum, das 1993 ein eigenes Gebäude neben dem Schloss bekam.
Ebenso ist hier ein bekannter Weinkeller zu besichtigen, in dem aus Trauben des Welschrieslings der erste in Slowenien abgefüllte Eiswein hergestellt wurde. Im Mai findet hier der Weinfrühling statt. In den Sommermonaten beleben Kulturveranstaltungen unter dem Motto Komm abends in die Burg den Burghof.

## Persönlichkeiten
Söhne und Töchter von Metlika
- Anton Laschan (1811–1897), österreichischer Verwaltungsjurist und Politiker
- Ivan Navratil (1825 in Metlika – 1896 in Wien), Sprachwissenschaftler, Publizist[9]
- Alojz Gangl (1859–1935), Bildhauer
- Auguštin Kostelec (1879–1963), Abt des Klosters Sittich
- Mateja Koležnik (* 1962), Regisseurin
- Janez Brajkovič (* 1983), Radrennfahrer
- Larissa Šoronda (* 1995), Fußballspielerin